# Heterocrypta occidentalis
Heterocrypta occidentalis är en kräftdjursart som först beskrevs av James Dwight Dana 1854.  Heterocrypta occidentalis ingår i släktet Heterocrypta och familjen Parthenopidae. Inga underarter finns listade i Catalogue of Life.